# ダハ・ブラハ

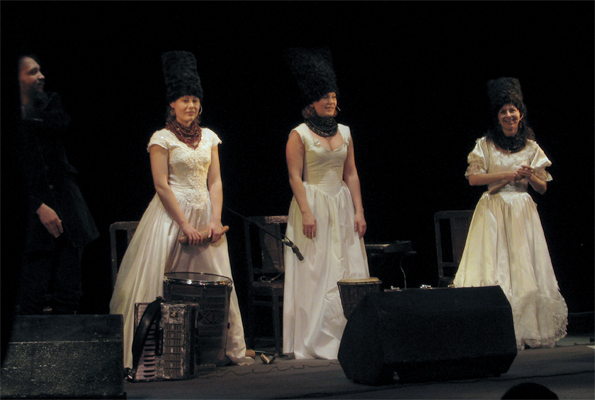
2009年

ダハ・ブラハ (ДахаБраха) は、何種類ものスタイルの民俗音楽を組み合わせた、ウクライナ出身の4人組民俗音楽楽団。 2009年度セルゲイ・クリョーキン賞受賞。シェフチェンコ・ウクライナ国家賞2020年授賞者。

## 概要
もともとダハ・ブラハは、前衛劇場DAKh現代美術センターのプロジェクトとして、芸術監督であるウラディスラフ・トロイツキー率いる劇場付属の女性演奏楽団として生まれた。以来、トロイツキーはバンドのプロデューサーを続けている。ダハ・ブラハのメンバーのニーニャ・ハレネツカは、毎年行われる「ゴーゴリフェスト」という音楽イベント等で、全員女性によるダーク・キャバレーがコンセプトの「ダハ娘」という当劇場の他のプロジェクトにも参加している。

### バンド名の由来
グループの名前は、ウクライナの動詞 Давати / give と Брати / take、と、劇場の名前 Dakh (ウクライナ語で、文字通り「屋根」の意味) にちなんで付けられている。

### メンバー
- マルコ・ハラネーヴィチ（ウクライナ語版） - ヴォーカル、ゴブレットドラム、タブラ、ディジュリドゥ、ハーモニカ、アコーディオン、cajón

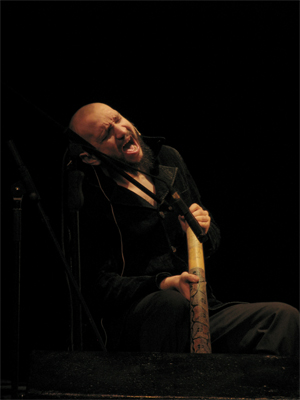
マルコ・ハラネーヴィチ

- オレナ・ツィブルスカ（ウクライナ語版） - ヴォーカル、パーカッション

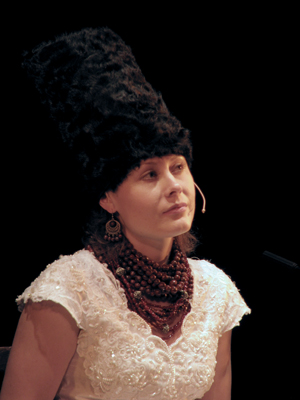
オレナ・ツィブルスカ

- イリナ・コヴァレンコ（ウクライナ語版） - ヴォーカル、ジャンベ、フルート、buhay、ピアノ、ウクレレ

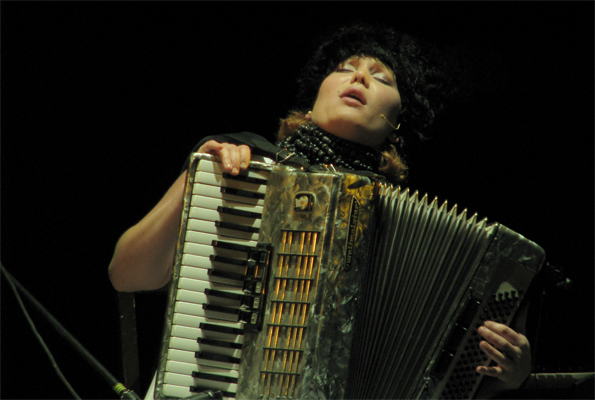
イリナ・コヴァレンコ

- ニーニャ・ハレネツカ（ウクライナ語版） - ヴォーカル、チェロ

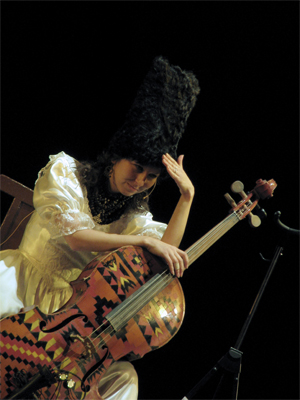
ニーニャ・ハレネツカ

マルコ以外の3人はキエフ文化芸術大学を卒業している。

### 音楽祭

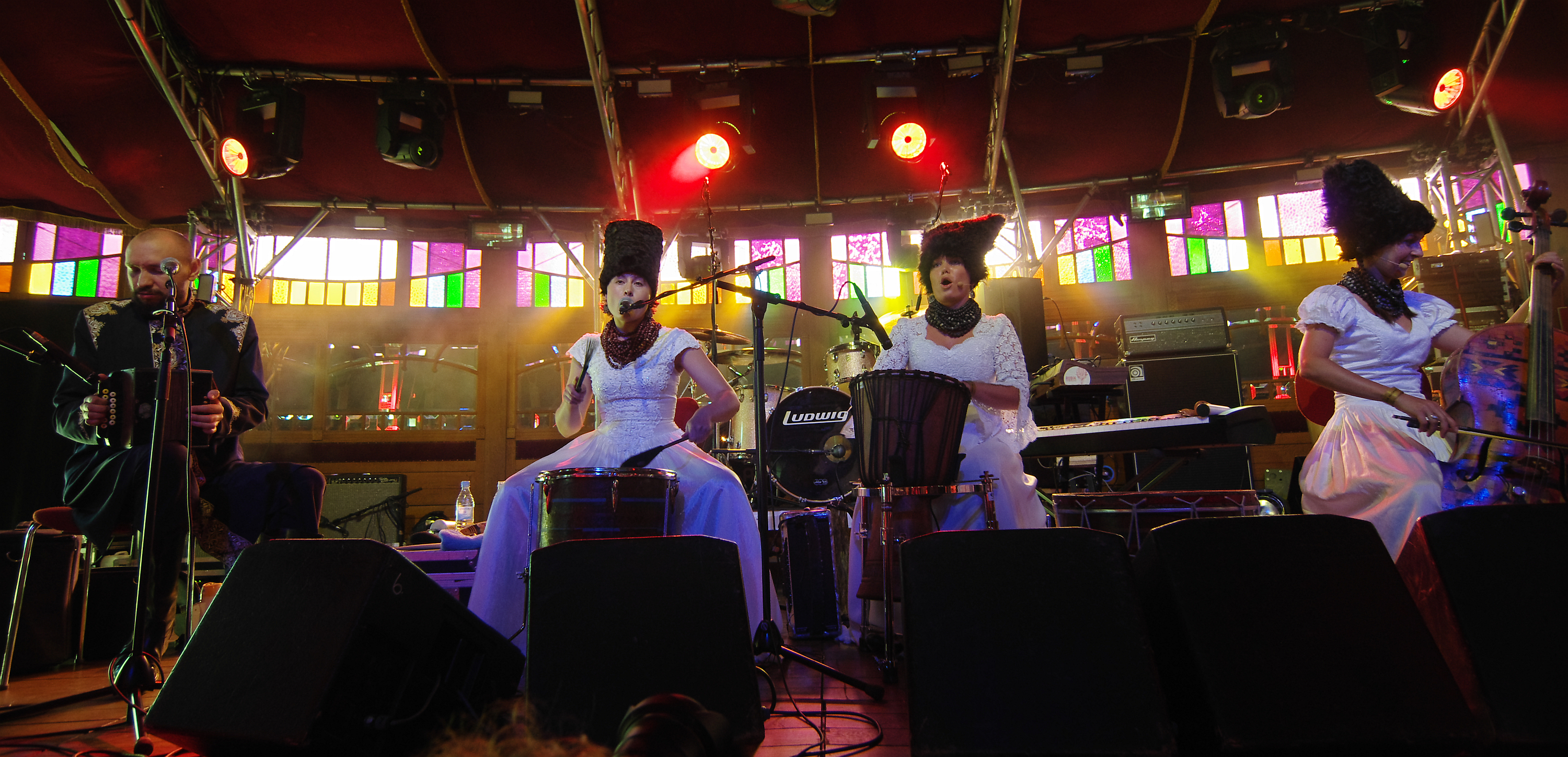
ドイツのミュージックフェスティバル「ハルダーン・ポップ2013」での演奏

結成以来グラストンベリー・フェスティバルやロスキレ・フェスティバル等の数々の音楽祭に参加してきたが、中でも2014年6月にテネシー州マンチェスターでの「ボナルー・フェスティバル」の国際部門に招待を受けての演奏を『ローリング・ストーン誌』は「当フェスティバルでの最高の掘り出し物」と評した。

## ディスコグラフィー
- На добраніч（ウクライナ語版）(2005年)
- Ягудки（ウクライナ語版） (2007年)
- На межі（ウクライナ語版） (2009年)
- Light（ウクライナ語版）(2010年)
- Хмелеваプロジェクト (2012年）
- Шлях（ウクライナ語版）（2016）
- Alambari（ウクライナ語版） （2020）